# Dietrich Leder
Dietrich Leder (* 6. April 1954 in Essen) ist ein deutscher Medienwissenschaftler, Publizist und Filmschaffender. Seit Mai 1994 ist er Professor im Fächerbereich Fernsehen/Film an der Kunsthochschule für Medien Köln.

## Leben und Wirken
Dietrich Leder wuchs in Essen auf. Nach dem Abitur studierte er Germanistik, Theaterwissenschaften und Pädagogik in Köln. Nachdem er sein Studium 1980 beendet hatte, arbeitete er im Bereich der Medienkritik und -analyse für diverse Tages- und Wochenzeitungen, Fachdienste und -zeitschriften. In diesen Bereichen war er auch für den Hörfunk und das Fernsehen tätig.
Von 1977 bis 1989 war Dietrich Leder Gründer und Mitherausgeber der Kölner Medienzeitschrift Zelluloid und von 1982 bis 1993 war er Mitglied der Programmkommission der Duisburger Filmwoche. Zudem produzierte er eigene Dokumentarfilme, unter anderem 1984 zusammen mit Fosco Dubini Blindgänger und 1993 Jagd nach Sensationen, oder Fernsehsendungen, wie beispielsweise 1997 die Sendung 20 Jahre Duisburger Filmwoche.
Seit Oktober 1997 absolvierte er ungefähr sechs Mal im Jahr Gespräche mit Regisseuren für die 3sat-Reihe Dokumentarfilmzeit. Er gab außerdem Seminare für diverse Hochschulen und Universitäten sowie für Fernseh- und Hörfunkredaktionen des WDR, der ARD, des ZDF, sowie von RTL und Sat.1.
Leder veröffentlichte unter anderem in Mainzer Tage der Fernsehkritik: Der Kampf um die Spiele, Filmklassiker, Idole des deutschen Films, Jahrbuch Fernsehen oder Der Ärger mit den Bildern. 2002 erhielt er den Bert-Donnepp-Preis, den deutschen Preis für Medienpublizistik. Ab 2001 betrieb er im Internet wöchentlich eine eigene Kolumne namens Dietrich Leder – Journal der Bilder und der Töne; die Kolumne, die unter dem Dach der Fachzeitschrift Medienkorrespondenz erscheint, wurde zum 1. Januar 2015 umbenannt in "Leders Journal".
2022 wurde Leder emeritiert. Derzeit lebt er in Köln.

## Filmografie (Auswahl)
- 1983: Blindgänger (Regie, Drehbuch)
- 1992: Vom Bekenntnis zum Widerruf (Regie, Drehbuch)
- 1993: Jagd nach Sensationen (Regie, Drehbuch)

## Auszeichnungen
2002: Gewinner des Bert-Donnepp-Preises